# Noćno ronjenje
Noćno ronjenje oblik je rekreacijskog ronjenja za kojeg je specifično da se odvija tijekom noći. Zbog toga što su mnoge podvodne životinje aktivne noću, ronioci mogu vidjeti više toga i imaju drugačije podvodno iskustvo. Kako je noću ljudima ipak smanjeno vidno polje, ronioci su prisiljeni da usmjere svoju pažnju na manje objekte u svojoj blizini.

## Ronilačka oprema
Primjenjuje se standardna oprema kao i u svakom drugom rekreacijskom zaronu. Jedina dodatna oprema koja je radi komunikacije, a i bolje orijentacije potrebna u ovakvim zaronima je ronilačka svjetiljka, kao i plutače označene svjetlima.

## Opasnosti noćnih zarona
Postoje dodatne opasnosti kad se roni u mraku, najčešće se spominje kvar na svjetiljci. Zbog nestanka svjetla gubi se vizualni kontakt (jedno od primarnih osjetila za orijentaciju) i roniocima je teško ili čak nemoguće kontrolirati dubinu ili plovnost. Ronilac koji nije u stanju da očita podatke sa svojeg ronilačkog kompjutora ili manometra, nalazi se u velikoj opasnosti ako se odvoji od ostalih ronioca iz svoje skupine.
Uobičajene mjere predostrožnosti uključuju provjeru ronilačke opreme (uobičajena praksa prije svakog zarona) dakle i podvodnih svjetiljki ili džepnih lampi, da se koristi strobe svjetlo, da se izbjegava usmjeravati svjetlo u oči drugog ronioca te da se poznaju svjetlosni signali.

## Pogledaj također
- Ronjenje
- Rekreacijsko ronjenje

## Vanjske poveznice
Osnovne informacije o noćnom ronjenju  Arhivirana inačica izvorne stranice od 15. siječnja 2008. (Wayback Machine)  stanice na engleskom